# Trimbak
Trimbak es una ciudad y  municipio situada en el distrito de Nashik en el estado de Maharashtra (India). Su población es de 12056 habitantes (2011). Se encuentra a 30 km de Nashik.

## Demografía
Según el censo de 2011 la población de Trimbak era de 12056 habitantes, de los cuales 6170 eran hombres y 5886 eran mujeres. Trimbak tiene una tasa media de alfabetización del 89,61%, superior a la media estatal del 82,34%: la alfabetización masculina es del 94,12%, y la alfabetización femenina del 84,88%.